# Террі Фленаган
Террі Фленаган (англ. Terry Flanagan; нар. 11 червня 1989) — британський боксер - професіонал, який виступає в першій напівсередній вазі (англ. Super Lightweight). Чемпіон світу в легкій вазі за версією WBO ( 2015— 2017).

## Професіональна кар'єра
Фленаган дебютував на професійному рингу в січні 2009 року і до кінця року виступав в напівлегкій ваговій категорії.
18 травня 2012 року завоював вакантний титул чемпіона Англії за версією (BBBofC) у ваговій категорії до 59 кг.
Пізніше в 2012 році, піднявшись у вазі, переміг за очками співвітчизника, Деррі Метьюса.
27 квітня 2013 року достроково переміг колишнього чемпіона світу американця Нейта Кемпбелла.
26 липня 2014 завоював титул чемпіона Великої Британії (BBBofC) у ваговій категорії до 61,2 кг.
У лютому 2015 завоював титул чемпіона Європи за версією WBO.
11 липня 2015 року в бою за вакантний титул чемпіона світу за версією WBO у легкій вазі проти небитого американця Хосе Зепеди (23-0) здобув перемогу у 2 раунді через травму Хосе.
10 жовтня 2015 року в першому захисті титулу у 2 раунді нокаутував стійкого американця Дієго Магдалено, на рахунку якого було 28 перемог і лише одна спірна поразка за очками.
26 листопада 2016 року в Кардіффі (Уельс) в захисті титулу Фленаган зустрівся з 35-річним Орландо Крусом з Пуерто-Рико. Фленаган мав явну перевагу по ходу бою, і у восьмому раунді, після двох нокдаунів Круса, бій був зупинений і присуджена перемога Фленагану технічним нокаутом.
8 квітня 2017 року провів захист проти росіянина Петра Петрова і переміг одноголосно.
9 червня 2018 року вийшов на бій за вакантний титул чемпіона WBO у першій напівсередній вазі проти американця Моріса Хукера. Бій завершився перемогою Хукера розділеним рішенням.
27 жовтня 2018 року у Новому Орлеані в рамках чьвертьфіналу Всесвітньої боксерської суперсерії у першій напівсередній вазі пройшов бій Террі Фленаган - Реджис Прогрейс. Прогрейс у 8 раунді відправив Фленагана у нокдаун, а перемогу здобув одностайним рішенням суддів.